# Waris Dirie
Waris Dirie, född 21 oktober 1965, är en somalisk fotomodell, författare och FN-ambassadör. Hon har skildrat sitt liv i två självbiografiska böcker, En blomma i Afrikas öken som utkom 1998 och Ökenblomman återvänder som utkom 2002. I debutboken En blomma i Afrikas öken skildrar hon sin uppväxt och den könsstympning hon utsattes för som barn. Boken fick stor uppmärksamhet och har översatts till flera språk. Waris Dirie har även skrivit boken Smärtans barn, utgiven 2005, som handlar om kvinnlig könsstympning. Hon är numera bosatt i Wien i Österrike och i Gdańsk i Polen.

## Barndom
Waris Dirie föddes i den somaliska öknen 1965. Hennes familj var nomader och hon arbetade hårt redan vid sex års ålder med att vakta djur. Familjens hem bestod av en flätad hydda som var lätt att plocka ihop och transportera på kamelrygg när familjen behövde ge sig av för att hitta nytt vatten. Hon hade elva syskon.
Vid fem års ålder könsstympades Waris Dirie. Hennes mamma höll i henne medan en annan kvinna skar av hennes könsdelar med ett rakblad. Sedan syddes såret ihop, en öppning med samma diameter som en tändstickas lämnades kvar för urin och mensblod, och hon lämnades i en egen hydda i öknen för att återhämta sig. Trots en infektion under läkningen överlevde hon, till skillnad från en av sina systrar och två kusiner, som dog av ingreppet. Hon fick dock men, vissa för livet. Hon kan inte njuta av sex som andra kvinnor och under många år hade hon allvarliga mensbesvär, smärtor och svimningar, på grund av att blodet ansamlades i kroppen utan att kunna komma ut.
Vid ungefär tretton års ålder bestämde Waris Diries far att hon skulle gifta sig med en för henne okänd sextioårig man. Då flydde hon, mitt i natten, iväg i öknen för att slippa detta. Hon sprang flera dagar, liftade, och kom slutligen till Mogadishu, Somalias huvudstad, där hennes släktingar bodde. Hon flyttade ut och in hos olika släktingar tills hon övertalade en av sina farbröder att ta med henne till London. Hon reste dit utan något annat bagage än sitt pass och kläderna hon hade på kroppen. I London fick hon bo hos farbrors familj och vara deras hushållerska, tills familjen efter fyra år skulle åka tillbaka till Somalia igen. Hon stannade kvar mot deras vilja och trots att hon knappt kunde någon engelska.

## Karriär
Efter att hon lämnats ensam i London flyttade hon in hos en nyfunnen vän på YMCA och började jobba på McDonald’s och studera. Hon blev upptäckt av fotografen Terence Donovan som fotograferade henne för 1987 års Pirelli-kalender och efter det började hon arbeta som modell. Hon gifte sig med en engelsk man, som hon egentligen inte var intresserad av, för att få ett engelskt pass så hon kunde resa runt i världen och ta olika modelljobb. Till slut (1995) hamnade hon i New York, där hon träffade Dana, en jazztrummis, med vilken hon fick sonen Aleeke. Hon lämnade senare[när?] Dana och flyttade till Wien, Österrike.
När journalisten Laura Ziv från modetidningen Marie Claire ville intervjua Waris Dirie 1997, bestämde sig Dirie för att berätta historien om sin könsstympning istället för den vanliga historien om hur det kommit sig att hon blivit modell. När artikeln publicerades fick den ett stort gensvar, bland annat ledde det till att Waris Dirie kontaktades av Förenta nationerna med en förfrågan om hon ville hjälpa dem att arbeta mot kvinnlig könsstympning, och att hon skrev sina två självbiografiska böcker om Ökenblomman ("waris" betyder "ökenblomma"); En blomma i Afrikas öken (1998) och Ökenblomman återvänder (2002), samt boken Smärtans barn (2005) som handlar om kvinnlig könsstympning.